# 다라미정
다라미정(多良見町)은 나가사키현 니시소노기군에 있던 정이다.
2005년 3월 1일에, 이사하야시·이모리정·모리야마정·다카키정·고나가이정과 합병해 새로운 이사하야시의 일부가 되었다.

## 역사
- 1889년 4월 1일 - 정촌제 시행에 의해 니시소노기군 기키쓰촌, 오쿠사촌, 이키리키촌이 성립하였다.
- 1955년 2월 11일 - 기키쓰촌, 오쿠사촌, 이키리키촌이 합병해, 다라미촌이 성립하였다.
- 1965년 11월 23일 - 정으로 승격해 다라미정이 되었다.
- 2005년 3월 1일 - 이사하야시·이모리정·모리야마정·다카키정·고나가이정과 합병해 새로운 이시하야시가 되었다.

## 자매도시

### 해외
- 중국 장시성 장저우 시

## 교통

### 철도
- 규슈 여객철도
  - 나가사키 본선

### 도로
- 나가사키 자동차도
- 국도 34호선
- 국도 207호선